# Rockstar (Album)
Rockstar ist ein im November 2023 veröffentlichtes Musikalbum der US-amerikanischen Country-Sängerin Dolly Parton. Es ist ihr 49. Solo- und ihr erstes Rockalbum.

## Hintergrund und Songs
2022 wurde Parton für die Rock and Roll Hall of Fame nominiert, lehnte die Ehrung aber zunächst ab, da sie einen Hintergrund in der Country-Musik und nicht im Rock habe. Sie erklärte, mit Gastmusikern ein Rockalbum mit Coverversion aufnehmen zu wollen, um ihre Aufnahme zu rechtfertigen.
Bei der Aufnahme in die Hall of Fame sang Parton ihren neu komponierten Song Rockin’ sowie den Klassiker Jolene. Die erste Singleauskopplung World on Fire wurde im Mai 2023 veröffentlicht.

## Titelliste
Das Album enthält je nach Ausgabe mindestens 30 Titel, überwiegend Coverversionen mit bekannten Gastmusikern. Je nach Format sind bis zu drei Bonustitel enthalten.
1. Rockstar (Dolly Parton) feat. Richie Sambora – 4:36
2. World on Fire (Parton) – 4:21
3. Every Breath You Take (Gordon Sumner) feat. Sting – 4:22
4. Open Arms (Jonathan Cain, Steve Perry) feat. Steve Perry – 3:16
5. Magic Man (Carl version) (Ann Wilson, Nancy Wilson) feat. Ann Wilson, Howard Leese – 5:02
6. Long As I Can See the Light (John Fogerty) feat. John Fogerty – 4:11
7. Either Or (Parton, Kent Wells) feat. Kid Rock – 4:20
8. I Want You Back (Parton, Wells) feat. Steven Tyler, Warren Haynes – 5:03
9. What Has Rock and Roll Ever Done for You (Jennifer Condos, Kevin Dukes, Stevie Nicks) feat. Stevie Nicks, Waddy Wachtel – 5:01
10. Purple Rain (Prince) – 7:51
11. Baby, I Love Your Way (Peter Frampton) feat. Peter Frampton – 4:58
12. I Hate Myself for Loving You (Desmond Child, Joan Jett) feat. Joan Jett and the Blackhearts – 4:07
13. Night Moves (Bob Seger) feat. Chris Stapleton – 5:39
14. Wrecking Ball (Sacha Skarbek, Stephan Moccio, Lukasz Gottwald, Maureen Anne McDonald, Henry Russell Walter) feat. Miley Cyrus – 3:55
15. (I Can’t Get No) Satisfaction (Mick Jagger, Keith Richards) feat. Pink, Brandi Carlile – 3:53
16. Keep On Loving You (Kevin Cronin) feat. Kevin Cronin – 3:26
17. Heart of Glass (Debbie Harry, Chris Stein) feat. Debbie Harry – 3:41
18. Don’t Let the Sun Go Down on Me (Elton John, Bernie Taupin) feat. Elton John – 5:42
19. Tried to Rock and Roll Me (Parton, Wells) feat. Melissa Etheridge – 3:49
20. Stairway to Heaven (Jimmy Page, Robert Plant) feat. Lizzo – 7:48
21. We Are the Champions / We Will Rock You (Freddie Mercury, Brian May) – 3:51
22. Bygones (Parton, Wells) feat. Rob Halford, Nikki Sixx, John 5 – 3:59
23. My Blue Tears (Parton) feat. Simon Le Bon – 4:03
24. What’s Up? (Linda Perry) feat. Linda Perry – 4:38
25. You’re No Good (Clint Ballard Jr.) feat. Emmylou Harris & Sheryl Crow – 3:14
26. Heartbreaker (Geoff Gill, Cliff Wade) feat. Pat Benatar & Neil Giraldo – 3:39
27. Bittersweet (Parton) feat. Michael McDonald – 4:03
28. I Dreamed About Elvis (Parton) feat. Ronnie McDowell, The Jordanaires – 4:27
29. Let It Be (John Lennon, Paul McCartney) feat. Paul McCartney, Ringo Starr, Peter Frampton, Mick Fleetwood – 4:27
30. Free Bird (Allen Collins, Ronnie Van Zant) feat. Lynyrd Skynyrd & Artimus Pyle Band – 10:45

### Bonustitel
1. Two Tickets to Paradise (Eddie Money)
2. Jolene (Parton) feat. Måneskin
3. Hit Me with Your Best Shot (Eddie Schwartz)
4. Mama Never Said (Parton)
5. Rockin’ It (live) (Parton)
6. Rocky Top (live) (Felice und Boudleaux Bryant)

## Rezeption

### Rezensionen
Das Album erhielt gemischte Kritiken. Josephine Maria Bayer kritisierte auf laut.de die musikalische Nähe zu den Originalen sowie die teilweise „quäkige“ Stimme Partons, nannte das Album aber trotzdem „… solide“. André Boße vom Musikexpress bezeichnete das Werk als „… entsetzlich stereotyp“.

### Chartplatzierungen
| ChartsChartplatzierungen               | Höchstplatzierung | Wochen |
| -------------------------------------- | ----------------- | ------ |
| Deutschland (GfK)                      | 18 (3 Wo.)        | 3      |
| Österreich (Ö3)                        | 8 (2 Wo.)         | 2      |
| Schweiz (IFPI)                         | 2 (6 Wo.)         | 6      |
| Vereinigtes Königreich (OCC)           | 5 (2 Wo.)         | 2      |
| Vereinigte Staaten (Billboard)         | 3 (7 Wo.)         | 7      |
| Vereinigte Staaten (Billboard Country) | 1 (8 Wo.)         | 8      |
| Vereinigte Staaten (Billboard Rock)    | 1 (7 Wo.)         | 7      |

## Einzelbelege
1. ↑  Samira Frauwallner: Dolly Partons neues Album „Rockstar“: Albumtitel, Termine und Trackliste. Rolling Stone, 10. Mai 2023, abgerufen am 3. Dezember 2023.
2. ↑  Dolly Parton über Aufnahme in die Rock & Roll Hall of Fame: „Ich wollte nie Ärger machen“. Rolling Stone, 5. Mai 2022, abgerufen am 3. Dezember 2023.
3. ↑  Josef Hudak: Dolly Parton Sings All-Star ‘Jolene’ With Pink, Brandi Carlile, and…Rob Halford?!…at Rock Hall Induction. Rolling Stone, 6. November 2022, abgerufen am 3. Dezember 2023 (englisch).
4. ↑  Dirk Schneider: Dolly Partons neues Album „Rockstar“: Exzentrisch, aber uninteressant. SWR, 17. November 2023, abgerufen am 3. Dezember 2023.
5. ↑  Metacritic: Rockstar by Dolly Parton, abgerufen am 3. Dezember 2023.
6. ↑  Rockstar AllMusic Bewertung, abgerufen am 3. Dezember 2023.
7. ↑  Dolly Parton – Rockstar. Classic Rock, Dezember 2023. Seite 72.
8. ↑  Helen Brown: Dolly Parton review, Rockstar: It’s hard to begrudge the Queen of Country some Dollyoke fun. The Independent, 16. November 2023, abgerufen am 3. Dezember 2023 (englisch).
9. 1 2  André Boße: Dolly Parton: Rockstar. Musikexpress, 17. November 2023, abgerufen am 4. Dezember 2023 (englisch).
10. ↑  Jörg Feyer: Dolly Parton: „Rockstar“ – Einfach Queen sein. Rolling Stone, 17. November 2023, abgerufen am 4. Dezember 2023 (englisch).
11. ↑  Josephine Maria Bayer: Allstar-Karaokeparty mit Miley, Sting, Steven Tyler und den Beatles. laut.de, 17. November 2023, abgerufen am 3. Dezember 2023.
12. ↑  Chartquellen: US CH, AUT, UK DE